# Географія Андорри
Найвища Точка:  Кома-Педроса 2942 м² . Найнижча Точка : ріу Рунер 840 м². Найдовша Річка: Валіра. Найбільше Озеро: Estanys de Jucla.
42°30′22″ пн. ш. 1°31′20″ сх. д. / 42.506111111111° пн. ш. 1.5222222222222° сх. д.

## 
Андорра розташована на території 468 км² у східній частині Піренеїв між Іспанією з південної і Францією з північної сторони. Країна виходу до моря не має.

## Гідрографія
Річки країни — гірські, зі швидкою течією і вузькими долинами, мають джерела біля кордону з Францією і, зазвичай, є притоками Валіри. Інші річки протікають всього кілька кілометрів територією країни і впадають в річки Іспанії.
Загалом, в Андоррі обліковано 172 озера, як природні, так і рукотворні (утворені в долинах річок чи потоків). Найбільшим озером вважається (Estanys de Juclar) (23 га) поблизу Пік де Ное (Pic de Noé) на північному сході країни.
Через обмеженість корисних площ у країні, чимало долин та річищ місцевих річок почали використовуватися в господарчих потребах. Тому в країні склалася традиція каналізування річок, спорудження бетонних дамб та набережних, вздовж яких і течуть річки. І лише в гірських регіонах річки протікають у природному ландшафті.

## Клімат країни
Клімат в Андоррі помірний, завдяки близькості Середземного моря. А від холодних північних вітрів її захищають Піренеї, що зусібіч її оточують, і лише на висотах — м'який клімат переходить у сухий, холодний. У долині Валіри клімат раніше відносили до гірського субтропічного. Влітку денна температура повітря сягає +20 .. + 22 °C, вночі спостерігається близько 10 градусів тепла. Взимку, у гірськолижний сезон, вдень повітря прогрівається до 8..10 градусів тепла, а нічні морози сягають -3 °C.
На середніх висотах (до 2000 м) схили гір покриті хвойними і змішаними лісами, вище — субальпійські та альпійські луки. Опадів випадає 1000—2000 мм на рік. Андорра належить до Піренейського екорегіону. Зима в горах сніжна, що дозволяє розвивати гірськолижні курорти.
Через особливості місцевості, а саме її характерний гірський та різноманітний рельєф і різкі перепади висот, погода в Андоррі зонована, і може помітно відрізнятися навіть у межах зовсім невеликих відстаней.

## Корисні копалини
У надрах Андорри залягає чимало корисних руд: залізна руда, свинець, алюміній, а також поклади будівельного каменю (саме граніту та мармуру). Однак гірничодобувна промисловість не сильно розвинута, копальні малі, і не мають значних об'ємів видобутку, до того ж через ускладнене транспортування вони мало освоєні.
Натомість головним ресурсом країни та її економіки — є рекреаційний. Завдяки йому гірські райони країни відвідує 13 мільйонів туристів щорічно. Рекреаційними ресурсами є і лісові масиви на гірських схилах та джерела води, також і мінералізовані. Швидкі річки й глибокі ущелини стають потужним гідроенергетичним ресурсом. Важливим ресурсом країни є її термальні води в районі міста Ескальдес, там же й побудована єдина в країні гідроелектростанція.

## Сейсмічність Андорри
В Андоррі відбувається відносно мало землетрусів. Однак з 2014 року, в Андоррі сталося вже принаймні чотири землетруси магнітудою вище за 4 бали (за шкалою Ріхтера), що дозволяє припустити, що землетруси такої і більшої потужності можуть відбуватися, ймовірно, в середньому приблизно кожні 1-5 років.

## Крайні точки
Крайніми точками по широті і довготі вважають
- Північна: Basers de Font Blanca (42°39′17″ пн. ш. 1°33′4″ сх. д. / 42.65472° пн. ш. 1.55111° сх. д.);
- Південна: Conangle — Riu Runer (42°25′43″ пн. ш. 1°31′2″ сх. д. / 42.42861° пн. ш. 1.51722° сх. д.);
- Західна: Coll de l'Aquell (42°29′11″ пн. ш. 1°24′32″ сх. д. / 42.48639° пн. ш. 1.40889° сх. д.);
- Східна: Riu de la Palomera — Riu Arièja (42°34′26″ пн. ш. 1°47′10″ сх. д. / 42.57389° пн. ш. 1.78611° сх. д.).

Дві крайні висотні точки:
- Найвища точка країни: Кома-Педроса (Pic del Comapedrosa) — 2942 m² (42°35′ пн. ш. 01°27′ сх. д. / 42.583° пн. ш. 1.450° сх. д.) на заході країни біля кордону з Іспанією і Францією[7];
- Найнижча точка країни: (Conflent del riu Runer) — 840 m² (42°26′ пн. ш. 01°29′ сх. д. / 42.433° пн. ш. 1.483° сх. д.) долина річки Валіра на кордоні з Іспанією на півдні.

Андоррці визначили і географічний центр своєї країни:
- Географічний центр: поблизу містечка Енкамп 42°32′30″ пн. ш. 01°35′51″ сх. д. / 42.54167° пн. ш. 1.59750° сх. д.;
- Середня висота країни — 1996 метрів над рівнем моря.